# 淮南公主 (隋朝)
淮南公主，隋朝公主，东突厥可汗什钵苾的妻子。
淮南公主身世不详，父母不详，关于她的记载仅《旧唐书》：“隋淮南公主之北也，遂妻之。”及《新唐书·列传第一百四十上·突厥上》：“突利初为泥步设，得隋淮南公主以为妻。”相近的两句。《旧唐书》所述，淮南公主到达突厥后，因某种原因嫁给始畢可汗之子什钵苾为妻，时间当在大业中之后。大业末年，正值天下大乱，隋朝政权灭亡之际，而淮南公主并非隋朝政府遣嫁的和亲公主。
当代有报道推测，淮南公主是隋炀帝的小女，更进一步指出她因生于隋炀帝所喜爱的江南扬州故称为“淮南公主”。杨广被杀后，淮南公主逃到突厥，被始毕可汗的嫡长子突利娶为妻。唐朝灭隋后，突利可汗（即什钵苾）在淮南公主的劝导下，投靠了唐朝。